# Diritti LGBT in Islanda
L'Islanda è molto progredita nel campo dei diritti delle persone LGBT (lesbiche, gay, bisessuali e transgender). Nel febbraio del 2009, con l'elezione di Jóhanna Sigurðardóttir, l'Islanda è diventata il primo paese al mondo ad eleggere un capo del governo apertamente omosessuale. 
L'11 giugno 2010 l'Alþing ha approvato una legge che definisce come matrimonio l'unione tra due individui, legalizzando così il matrimonio egualitario. La legge è diventata effettiva il 27 giugno.
Già dal 1996 le coppie omosessuali avevano eguale accesso alle unioni civili e dal 2006 all'adozione e alla FIVET.

## Leggi circa le attività omosessuali
La legge che impediva i rapporti omosessuali è stata abolita nel 1940. Nel 1992 l'età del consenso viene fissata a 14 anni, mentre nel 2007 è portata a 15 anni, indipendentemente dal genere e dall'orientamento sessuale.

## Riconoscimento delle unioni omosessuali
Le unioni civili per le coppie omosessuali sono state legalizzate nel 1996. Le unioni civili furono rimpiazzate il 27 giugno 2010 dalla possibilità di contrarre il matrimonio indipendentemente dal sesso e dal genere dei contraenti.
Il 23 marzo 2010, il II Governo Sigurðardóttir ha presentato una proposta di legge per permettere alle coppie dello stesso sesso di accedere al matrimonio.
L'11 giugno 2010 il parlamento approvò all'unanimità questa legge, che divenne effettivail 27 giugno dello stesso anno.

## Identità di genere
L'11 giugno 2012, l'Althing ha discusso una legge nella quale si rilasciavano nuove regole circa l'identità di genere permettendo il riconoscimento globale del genere acquisito e protezione contro le discriminazioni circa l'identità di genere.
Questa legge è stata adottata il 27 giugno 2012. Questa legge obbligava l'Ospedale Universitario Nazionale dell'Islanda (in islandese: Landspítali - háskólasjúkrahús) a creare un dipartimento per la diagnosi del disturbo dell'identità di genere e di iniziare ad attuare interventi di riassegnazione sessuale. Gli interventi chirurgici di riassegnazione di sesso non sono necessari per cambiare nome e genere.
Dal 2019 le persone non-binarie hanno diritto a cambiare anagraficamente genere mettendo "X" sui documenti.

## Adozione e famiglia

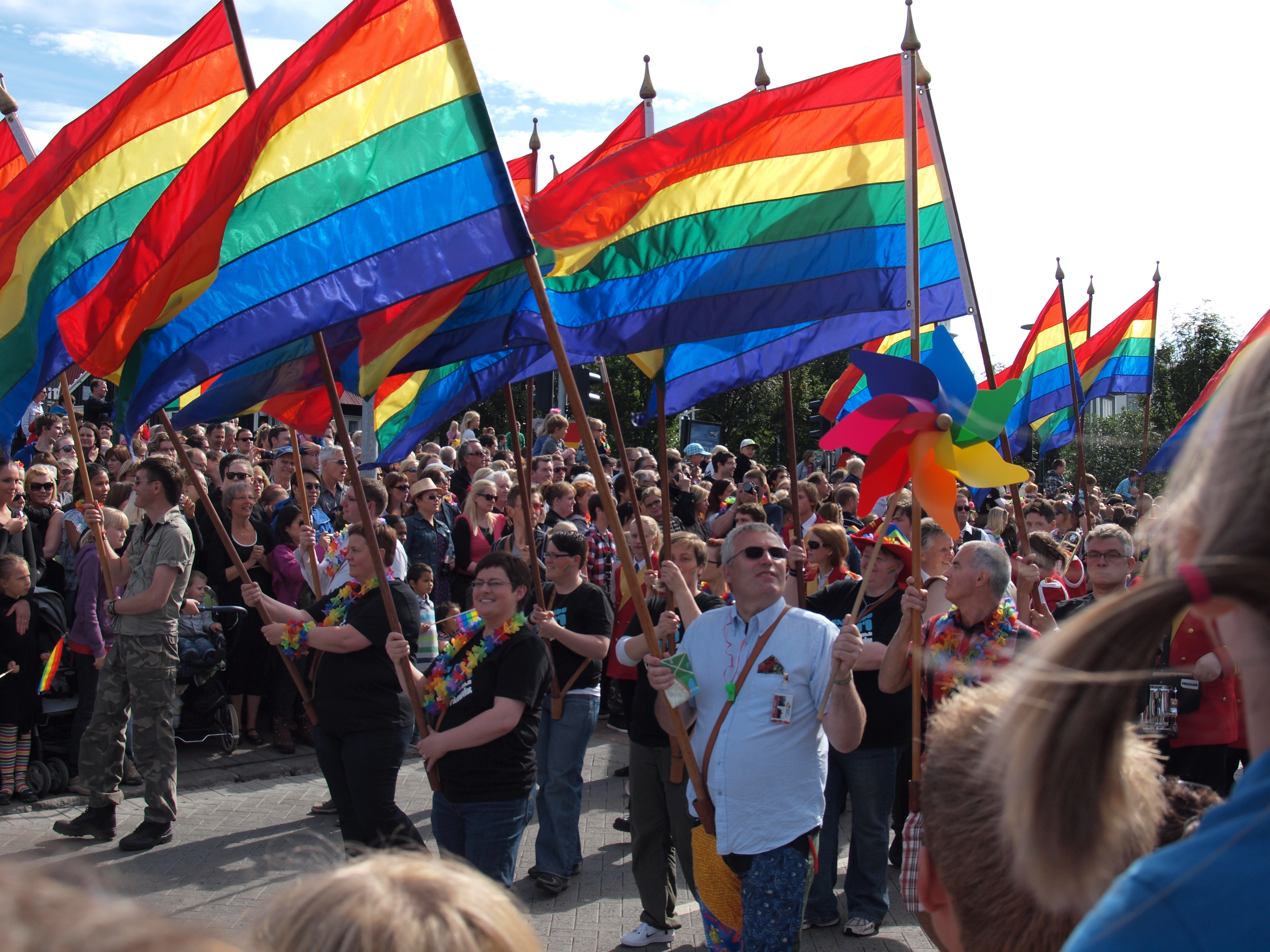
Pride in Reykjavík

Dal 27 giugno 2006, le coppie omosessuali islandesi hanno accesso alla fecondazione in vitro, all'adozione congiunta e all'adozione del figlio biologico di un partner, mentre non hanno accesso alla surrogazione di maternità, che è illegale anche per le coppie eterosessuali.

## Protezione dalle discriminazioni
Già dal 1996 la legge islandese proibisce le discriminazioni e i crimini d'odio basati sull'orientamento sessuale e sul genere.

## Condizioni di vita
Nonostante abbia una popolazione di soli 139.875 abitanti, Reykjavík ha una vasta comunità gay, con molti bar e caffè, in molti dei quali sono condivisi sia dalle persone omosessuali che da quelle eterosessuali. Tuttavia questa comunità gay è presente solo nella capitale a causa della scarsa popolazione delle isole.
Neppure la seconda città più grande, Akureyri, possiede bar gay. I Gay pride, a causa del clima gelido, si tengono generalmente nel mese di agosto.

## Donazione di sangue
Gli uomini che hanno rapporti sessuali con altri uomini non sono attualmente in grado di donare il sangue in Islanda.

## Opinione pubblica
Un sondaggio Gallup del febbraio 2000 ha rivelato che il 53% degli islandesi sosteneva il diritto di lesbiche e gay di poter adottare i figli, il 12% non si è espresso e il 35% si è detto contrario.
Un sondaggio Gallup del luglio 2004 ha mostrato che l'87% degli islandesi sosteneva il matrimonio egualitario.

## Tabella riassuntiva
| Attività e relazioni sessuali legali                                                                           | (Dal 1940)                                                                  |
| Parità di età del consenso                                                                                     | (Dal 1992)                                                                  |
| Leggi anti-discriminazione sul lavoro                                                                          | Si                                                                          |
| Leggi anti-discriminazione nella fornitura di beni e servizi                                                   | (Dal 1996)                                                                  |
| Leggi anti-discriminazione in tutti gli altri settori (inclusa discriminazione indiretta e espressioni d'odio) | (Dal 1996)                                                                  |
| Matrimonio omosessuale                                                                                         | (Dal 2010)                                                                  |
| Riconoscimento delle coppie omosessuali                                                                        | (Dal 1996)                                                                  |
| Adozione del configlio da parte di coppie omosessuali                                                          | (Dal 2006)                                                                  |
| Adozione congiunta da parte di coppie omosessuali                                                              | (Dal 2006)                                                                  |
| Autorizzazione a prestare servizio nelle forze armate                                                          | Senza forze armate                                                          |
| Diritto di cambiare legalmente sesso                                                                           | Si                                                                          |
| Accesso alla fecondazione in vitro per le donne lesbiche                                                       | (Dal 2006)                                                                  |
| Surrogazione di maternità per le coppie omosessuali maschili                                                   | (Illegale per tutte le coppie indipendentemente dall'orientamento sessuale) |
| Possibilità di donare il sangue da parte di MSM                                                                | Si                                                                          |
| Opzione terzo genere                                                                                           | (dal 2020)                                                                  |
| Terapie di conversione vietate                                                                                 | (dal 2023)                                                                  |
| Minori intersessuali protetti dagli interventi chirurgici invasivi                                             | (dal 2020)                                                                  |